# Cinco horas con Mario
Cinco horas con Mario es una novela del escritor español Miguel Delibes publicada en 1966. Fue incluida en la lista de las 100 mejores novelas en español del siglo XX del periódico español El Mundo. La trama gira en torno a las vivencias de Carmen "Menchu" Sotillo con su recién fallecido esposo, Mario Díez. Durante la obra, Delibes recrea la sociedad española de la década de los 50. Miguel Delibes ganó, entre otros, el Premio Nacional de las Letras Españolas en 1991 por su trayectoria literaria, donde se encuentra Cinco horas con Mario.

## Argumento
Carmen Sotillo acaba de quedarse viuda de su marido Mario. Se encuentra en el velatorio de su esposo, mientras familiares y conocidos se acercan a lamentar su pérdida. Cuando todos se marchan, Carmen (Menchu), durante las cinco horas siguientes, comienza un monólogo dirigiéndose a Mario como si estuviera vivo. Una de las aficiones de Mario era leer la Biblia y subrayar lo más importante. Por eso, Carmen estructura su diálogo a partir de las citas subrayadas por su esposo. Menchu reprocha comportamientos que Mario ha tenido durante su matrimonio, critica sus valores políticos y religiosos y le culpa de su desdicha. Una de las críticas que Carmen Sotillo hace a su esposo es que nunca le llegó a comprar un coche 600, algo que en la época era un símbolo de estatus social. Durante la noche, Menchu expresa sus sospechas sobre una posible infidelidad de su marido, aunque finalmente confiesa que fue ella quien le fue infiel. Pasadas las cinco horas, Menchu pide perdón a Mario y deja entrever que las críticas y los reproches que hizo a su esposo durante la velada le sirvieron para justificar su infidelidad.

## Personajes
Aunque la trama gira principalmente en torno a Carmen y Mario, al principio y al final de la obra aparecen varios personajes que llegan a mantener una conversación con Carmen. Además, durante su monólogo, Carmen describe a otros personajes que también tienen importancia en la historia:
- Carmen Sotillo (Menchu). Es la protagonista de la obra. Tiene 44 años y es viuda de Mario Díez. Representa a la típica mujer de los años 60 en España, con pocos estudios y destinada a ocupar el segundo plano en su vida. Estuvo acostumbrada a una vida lujosa por parte de su familia paterna hasta que se casó con Mario.
- Mario Díez. Esposo de Carmen. Muere de forma inesperada. Era un catedrático de instituto, periodista e intelectual, poco materialista y al que le gustaba ir en bicicleta. Escribía libros sobre temas habituales en España, como la guerra. La Biblia era su libro de cabecera, y le gustaba subrayar algunas citas.
- Valentina (Valen). Amiga de Menchu, con la que se desahogaba. Le ayuda a soportar la muerte de Mario. Menchu la define como una persona bondadosa. Es comprensiva y cariñosa.
- Transi. Es amiga de Carmen. Muy liberal y para Carmen representa el ejemplo de mujer que no sabe llevar una casa.
- Encarna. Es la mujer viuda del hermano de Mario. Carmen siente mucha rabia hacia ella porque sospecha que Mario y ella tienen una relación extramatrimonial.
- Julia. Es la hermana de Carmen. De joven se quedó embarazada de un italiano que estaba casado y la abandonó. Se convirtió en la vergüenza de la familia.
- Moyano. Es el mejor amigo de Mario y siempre le aconseja que plasme por escrito todas sus ideas.
- Charo. Hermana de Mario. No tenía muy buena relación con Carmen, quien la define como gris, poco interesante y sin vida propia.
- José. Hermano de Mario. Muy diferente a su hermano, pues era un galán. Carmen siempre mostró interés por él.
- Mario (hijo mayor). Muy parecido a su padre e influenciado por sus valores y su forma de pensar. Es un intelectual con gustos económicos que decide no seguir el luto por su padre.
- Menchu (hija mayor). Quería estudiar pero su madre prefiere que se dedique a las tareas del hogar y se centre en encontrar a un buen hombre.
- Álvaro (hijo). No aparece mucho en la novela, pero se dice que es un pirómano.
- Borja (hijo pequeño). Solo aparece en una ocasión en la novela. Es el más pequeño de la familia y no le gusta el colegio. Irrumpe en el velatorio de su padre deseando que se muriera todos los días para no asistir a clase.
- Arán (hija pequeña). Tiene solo 3 años y es muy bajita. Su madre está preocupada por si no encuentra a un buen hombre por su estatura.
- Paco. Es el hombre que siente atracción por Carmen. Ambos se vieron un día pero no les fueron infieles a sus parejas.

## Contexto histórico y literario
Durante la etapa franquista en España, los autores intentaron reflejar las dificultades por las que estaba pasando la sociedad española tras la destrucción provocada por la guerra civil y las consecuencias que traía el franquismo. Eso les enfrentó a la censura del régimen, algo que sirvió para fomentar la creatividad de los escritores y dio lugar a nuevas formas narrativas.
Cinco horas con Mario se publicó en 1966, por lo que pertenece a este grupo. Aunque todavía en dictadura, el país se adentraba poco a poco en una etapa de renovación y modernización. La rigidez del régimen se fue relajando con el pacto defensivo con Estados Unidos, el Concordato con la Santa Sede y la entrada de España en la Organización de las Naciones Unidas (ONU) en 1955. La literatura se fue orientando hacia una corriente realista y su éxito se debe, en parte, a que la censura contra la libertad de expresión ejercida por el régimen hacía más necesario aún la adopción de este modelo realista de la literatura. Lo hicieron escritores como Rafael Sánchez Ferlosio con El Jarama (1954) o Juan García Hortelano con Tormenta de Verano (1961). Sin embargo, Delibes no se enmarcó dentro de esta corriente y se catalogó como un escritor independiente. Aun así, sin seguir las tendencias de la época, la publicación de Cinco horas con Mario (1966) consiguió buenos comentarios por parte de los críticos gracias a la manera en que Delibes recreó la sociedad de los años 50.

## Características de la obra y estructura
El núcleo de esta narración lo constituye el soliloquio de Carmen, el monólogo (o monodiálogo) de una conservadora mujer de clase media alta junto al cadáver de su marido Mario, catedrático de instituto y comprometido periodista e intelectual. A través de los recuerdos de su, en muchos aspectos, insatisfactoria vida en común, Delibes recrea la España provinciana de la época, los problemas de la falta de comunicación en el matrimonio, así como el conflicto de las "dos Españas". La obra consta de un prólogo, un núcleo central de veintisiete capítulos (el monólogo de Carmen) y un epílogo. Cada uno de estos capítulos del núcleo central comienza con una cita bíblica, pasajes que Mario había subrayado en su Biblia de cabecera. Partiendo de estas citas, Carmen va desgranando sus pensamientos, haciéndole a su marido continuos reproches por su integridad moral y falta de ambición, que han impedido que alcanzaran el reconocimiento y estatus social que ella ambicionaba para su familia, así como por su actitud de superioridad y frialdad hacia ella. Relata cómo se hicieron novios, cómo acabaron casándose y otros recuerdos que revivirá durante las cinco horas en las que vela el cuerpo de su difunto marido. El lenguaje coloquial y el desorden temporal son consecuencia del carácter de "flujo de conciencia" que tiene la narración, y contribuyen a hacerla más verosímil.

## Carmen y Mario
Cinco horas con Mario es un retrato de dos personajes, realizado, podríamos decir, de modo involuntario por uno de ellos, Carmen, o Menchu, que se define a sí misma y a su marido a través de su larga parrafada. Con ella, Delibes pinta un cuadro acabado (y despiadado) de la mujer burguesa conservadora de su tiempo. Menchu es clasista, rinde culto a las apariencias, envidia la prosperidad material de sus vecinos y prefiere más comodidades a más hijos, al tiempo que hace ostentación de decencia y piedad. Por el contrario, Mario es un idealista que dedica tiempo a la filantropía, se priva de un coche por solidaridad con los pobres, quiere ser generoso en su descendencia ("no seamos mezquinos con Dios", le repite a Carmen) y no alardea de sus virtudes: "Fue por timidez", dice cuando Menchu le alaba que no aprovechase las ocasiones de ser promiscuo. Al final, Menchu se le acaba sincerando en una especie de "acto de contrición" por sus propias imprudencias.
El cuadro, como puede verse, peca de maniqueísmo. Pero quizá sólo en apariencia: algunos intérpretes intentan "salvar" a Menchu achacando a Mario cierta despreocupación de sus deberes conyugales por atender a su filantropía. Un punto de incomprensión hacia su mujer, quizá, que ella nos deja ver cuando nos lo retrata lacónico y depresivo.

## Teatro
El 26 de noviembre de 1979 se estrenó la versión teatral en el Teatro Marquina de Madrid. Sin embargo, el público que asistió a aquel estreno no salió muy convencido con la obra. La producción era de José Sámano y la dirección de Josefina Molina, quien en 1981 rueda la película Función de noche, inspirada en esta obra. Lola Herrera interpretó el papel de Carmen Sotillo. Tenía 44 años y estaba comenzando la etapa de madurez en su carrera dramática.  El Teatro Marquina de Madrid comenzó a llenar cada noche todas sus localidades. En 1980 se mudaron al Teatro Lara de Madrid, tal como indican varias publicaciones de la época. Comenzaron varias giras por España para después volver a Madrid. En diciembre de 1988 la obra teatral se estrenó en París. La producción era de José Agost y la dirección de Jorge Luis Rodríguez, con licencia exclusiva de José Sámano para la première en Francia. Pilar Pérez protagonizó la puesta como Carmen Sotillo con Luis Jiménez. Fotografía de Manuel Cruzado y José Agost. Pese a que Lola Herrera fue quien dio vida a Carmen Sotillo durante casi toda su carrera, en septiembre de 2010 la actriz Natalia Millán se embarcó en el proyecto como protagonista en su reestreno junto a Víctor Elías. La propia actriz confesó en una entrevista que le costó entender algunos elementos del texto y que tuvieron que hacer algunos cortes. Por ejemplo, en la obra aparecen las Damas del Ropero, que eran una institución de caridad que estaba en Valladolid.
En 2018 Lola Herrera volvió a meterse en la piel de Carmen Sotillo para girar por España. Pasaron, entre otras ciudades, por Donostia y Sevilla. A mediados de 2019 la obra regresó al Teatro Bellas Artes de Madrid. Cuando la temporada de 2020 iba a comenzar, la pandemia provocada por el COVID-19 obligó a cancelar todos los eventos. En 2021 vuelve a subirse al escenario del Teatro Bellas Artes del 12 de enero al 7 de marzo. En una entrevista, Lola Herrera confesó que Carmen Sotillo le ha ayudado a reflexionar y "comprender cosas que me indignaban o que no terminaba de entender" y asumió que "le debo mucho".